# Il padrino II
Il Padrino II (The Godfather II) è un videogioco in stile avventura dinamica sviluppato dalla EA Redwood Shores. È il sequel de Il padrino, videogioco tratto dall'omonimo film.
Il gioco è basato sui fatti de Il padrino - Parte II visti da un boss dei Corleone di nome Dominic, che si farà strada per diventare il nuovo padrino.

## Modalità di gioco
A differenza del primo capitolo, Il Padrino II è ambientato in tre località diverse: New York, Florida e Cuba. Potremo spostarci comodamente da un luogo all'altro recandoci all'aeroporto e scegliendo la destinazione.
Il giocatore veste i panni di Dominic, che viene messo a capo di una propria Famiglia da Michael Corleone. In qualità di Don, il giocatore può aumentare l'influenza della propria Famiglia prendendo il controllo dei racket e delle attività commerciali sparse per le tre mappe, combattendo contro altre cinque famiglie rivali. I rivali, a loro volta, potranno attaccare le attività della nostra Famiglia per cercare di impossessarsene. Per impedire ciò, il giocatore potrà assumere delle guardie per ogni suo racket, che andranno però a ridurre i ricavi giornalieri in base alla quantità di guardie assunte. È comunque possibile partecipare alla difesa raggiungendo il luogo sotto attacco.
Ogni catena di negozi o racket (Zona Crimine), se controllata, offre un bonus che può essere usato a nostro vantaggio e contro famiglie rivali. Se la catena di locali viene rotta, la nostra Famiglia non potrà più disporre del bonus corrispondente. Tuttavia, questa regola vale anche per le famiglie rivali.
È possibile espandere la propria Famiglia reclutando uomini d'onore, che potranno essere mandati ad attaccare e difendere le proprie attività al posto del giocatore, e un massimo di tre uomini per volta possono essere impiegati come guardie del corpo di Dominic che ci seguiranno ovunque andiamo. Ogni uomo d'onore possiede abilità speciali diverse che possono essere usate per assistere Dominic in battaglia, e possono imparare nuove abilità promuovendoli a Caporegime o Vicario. È inoltre possibile indebolire le famiglie rivali uccidendo i loro uomini d'onore.
Potremo stringere accordi con la polizia, la quale cercherà di incastrare i Don delle famiglie rivali, oppure darci bonus come recupero rapido e/o scarcerazione dei membri feriti, incarcerazione di uomini d'onore rivali, non farsi inseguire dai poliziotti, ecc. Alcuni poliziotti possono essere corrotti pagandogli somme di denaro. In questo modo la polizia ci lascerà in pace per un breve periodo di tempo.
Il gioco offre una buona personalizzazione del protagonista e dei membri della Famiglia, potendone modificare l'aspetto, i lineamenti, capelli, e abiti. Con il denaro ricavato dai racket, è possibile potenziare il protagonista e gli uomini d'onore, e acquistare nuove armi per questi ultimi.
Inoltre, Il Padrino II offre la possibilità di ascoltare la radio mentre ci si trova alla guida di un'auto: ci sono diverse radio, tra cui una che trasmette musica rock and roll, musica leggera di quel periodo, musica classica, funk, rhythm and blues, bebop e salsa. I veicoli del gioco sono ispirati a modelli reali degli anni '50 e '60.

## Trama
A seguito degli eventi del primo gioco, Michael Corleone, dopo aver eliminato tutti i suoi avversari e ottenuto il completo controllo di New York, trasferisce la sua famiglia in Nevada e affida i suoi affari a New York al suo vicario Aldo Trapani, il protagonista del primo capitolo.
Tre anni dopo, nel 1958, Hyman Roth e le famiglie Corleone, Granados, Mangano e Almeida si incontrano presso un hotel a L'Avana per discutere del loro futuro a Cuba, sotto la protezione del governo del presidente Fulgencio Batista. Tuttavia, la rivoluzione cubana e la successiva fuga del presidente fa sfumare questi piani e gli ospiti sono costretti a lasciare il paese, che sta per cadere in mano ai ribelli di Fidel Castro. Durante la fuga, Aldo viene ucciso da un cecchino ma Michael, suo fratello Fredo Corleone, e il vice di Aldo, Dominic, riescono a lasciare il paese in aereo. A seguito della morte di Aldo, Michael dà l'incarico a Dominic di formare una propria famiglia per poter continuare a gestire gli affari dei Corleone a New York.
Sei settimane dopo, Dominic deve occuparsi dei fratelli Carmine e Tony Rosato, due ex-caporegime dei Corleone che hanno formato delle proprie famiglie e che sono in conflitto con Frank Pentangeli, caporegime dei Corleone. Per mandare un messaggio, Dominic attacca e assume il controllo del racket della prostituzione di Carmine e uccide uno dei suoi uomini d'onore. Carmine organizza un incontro con Dominic e Frank per contrattare una pace, ma l'incontro si rivela una trappola e i due vengono aggrediti, durante la colluttazione uno degli aggressori dice: "Michael Corleone manda i suoi saluti", facendo intuire che i due sono stati traditi da Michael. Dominic riesce a fuggire e Frank viene dato per morto, Michael nega subito ogni coinvolgimento nella faccenda e accusa Carmine di volerlo incastrare. Per vendicarsi, Dominic attacca tutti i racket di Carmine rimasti e guida un attacco contro il suo palazzo, distruggendo definitiva la sua famiglia e uccidendolo. I Corleone hanno così di nuovo il completo controllo di New York.
Poco tempo dopo, Hyman Roth contatta Dominic e gli chiede di incontrarlo a Miami per un lavoro. Dominic arriva così in Florida, dove viene accolto da Roth e Fredo, inviato da Michael per gestire i loro hotel nella regione. I due chiedono a Dominic di aiutarli ad occuparsi di Don Rico Granados, un gangster messicano che è entrato in conflitto con Roth dopo gli eventi di Cuba. Dominic acconsente ed inizia ad espandere il suo impero in Florida attaccando diversi racket dei Granados e di Tony Rosato, anche lui attivo in Florida. Fa inoltre conoscenza con Henry Mitchell, agente corrotto della CIA e amico di Roth.
Dopo un po' di tempo, Michael rivela che una commissione d'inchiesta del Senato sta indagando sui Corleone dopo che Frank Pentangeli, sopravvissuto all'agguato dei Rosato e convinto che Michael lo abbia tradito, si è costituito e si è offerto di testimoniare. Tom Hagen, ex-consigliere dei Corleone e avvocato di Michael, viene nominato nuovo consigliere di Dominic. Con l'aiuto di Tom, Dominic incastra uno dei membri della commissione, il senatore Pat Geary, per l'omicidio di una prostituta, e si offre di far sparire le prove in cambio della sua fedeltà ai Corleone. Geary accetta e in cambio rivela che i Mangano, una famiglia siciliana, si stanno espandendo negli Stati Uniti. Invece di entrare in conflitto con loro, su consiglio di Michael, Dominic si incontra con Don Samuele Mangano e stringe un'alleanza tra le due famiglie.
Tuttavia, poco tempo dopo, Fredo e Dominic vengono attaccati da un gruppo sconosciuto di sicari armati, riuscendo però a mettersi al riparo e sopravvivere. Fredo accusa i Mangano di aver organizzato l'attacco e convince Dominic a vendicarsi attaccando un loro magazzino a Miami. Don Mangano, per tutta risposta, dichiara guerra alla famiglia di Dominic e lancia una grossa offensiva contro i suoi racket. Non volendo disturbare Michael a causa dell'imminente audizione del Senato, Fredo consiglia a Dominic di rivolgersi a Roth per aiuto. Roth e l'agente Mitchell si offrono di aiutare Dominic in cambio del suo aiuto nell'uccidere Fidel Castro a Cuba, così da permettere all'ex presidente Batista di tornare al potere. Arrivato a L'Avana, Dominic riesce ad avvicinarsi a Castro grazie ad uno stratagemma, ma viene fermato da Don Esteban Almeida, a capo di una famiglia locale. Braccato dall'esercito e dagli Almeida, Dominic riesce a fuggire burrascosamente da Cuba e torna a New York.
Arrabbiato perché tenuto all'oscuro di tutto, Michael chiede spiegazioni a Dominic e Fredo. Quest'ultimo rivela che dietro a tutto c'è Roth, che sperava di sfruttare un eventuale conflitto tra i Mangano e i Corleone per manipolare Dominic nell'aiutarlo ad uccidere Castro, così da poter riavviare le sue operazioni a Cuba. Stanco di essere sempre ignorato e messo in secondo piano, Fredo ha accettato di aiutare Roth, con la promessa di ricevere in cambio il comando di una propria famiglia. Sconvolto dal tradimento del proprio fratello, Michael disconosce Fredo e lo caccia dalla famiglia, e chiede a Dominic di tenerlo al sicuro finché la situazione con Roth non verrà risolta. Intanto, arriva il giorno della deposizione di Frank, ma l'arrivo di suo fratello Vincenzo Pentangeli, fatto arrivare dalla Sicilia su ordine del Michael, gli fa cambiare idea e lui si rifiuta di testimoniare. Senza testimonianza, il senatore Geary archivia il caso per insufficienza di prove.
Risolta questa faccenda, Michael ordina a Dominic di eliminare tutti i suoi nemici rimasti. Dominic organizza quindi una grossa offensiva contro tutte le famiglie rivali, prendendo il controllo di tutti i loro racket in Florida e Cuba, e uccidendo Don Tony Rosato a New York, Don Rico Granados e Don Samuele Mangano a Miami, e Don Esteban Almeida e Henry Mitchell a L'Avana. Rimane solo Hyman Roth, che viene fatto estradare in Florida dal senatore Geary dopo che questo ha provato a fuggire dagli Stati Uniti. Dominic si fa quindi strada tra la sicurezza dell'aeroporto di Miami e uccide Roth. Eliminati tutti i loro nemici, Michael si congratula con Dominic e lo nomina Padrino della famiglia Corleone: infine, Dominic svolge un ultimo lavoro e, anche se a malincuore, uccide Fredo su una barca in mezzo al lago Tahoe.

## Personaggi principali
| Personaggio            | Doppiatore originale | Doppiatore italiano |
| ---------------------- | -------------------- | ------------------- |
| Dominic Corleone       | Chris Cox            | Alessandro Messina  |
| Michael Corleone       | Carlos Ferro         | Claudio Moneta      |
| Tom Hagen              | Robert Duvall        | Lorenzo Scattorin   |
| Fredo Corleone         | John Mariano         | Diego Sabre         |
| Hyman Roth             | Danny Jacobs         | Antonio Paiola      |
| Senatore Patrick Geary | Peter Hulne          | Gabriele Calindri   |
| Frank Pentangeli       | Gavin Hammon         | Claudio Colombo     |
| Agente Henry Mitchell  | Chris Edgerly        | Matteo Zanotti      |
| Don Samuele Mangano    | Joe Paulino          | Luca Sandri         |
| Esteban Almeida        | Sasha Roiz           | Diego Sabre         |
| Rico Granados          | Vic Polizos          |                     |
| Aldo Trapani           | Rick Pasqualone      | Luca Sandri         |
| Rosa Scarlatti         | ?                    | Daniela Fava        |
| Charlie Green          | ?                    | Gianni Quillico     |
| Vincenzo Pentangeli    | ?                    | Gianni Gaude        |

## Famiglie rivali
Le famiglie rivali con cui avremo a che fare sono:
Rosato (divisi in Carmine Rosato e Tony Rosato): Gli uomini di Carmine sono i primi che incontreremo (a New York) e quelli di Tony li vedremo in Florida.
Granados: Capeggiata dal don Rico Granados, è quella che incontreremo per prima in Florida, insieme a quella di Tony.
Mangano: Ci faranno guerra dopo averli attaccati, credendo di aver mandato dei sicari per uccidere Fredo (altro inganno orchestrato da Roth), mandando in fumo un'alleanza fatta insieme a loro.
Almeida: L'ultima famiglia. La incontreremo a Cuba dopo aver completato la missione in cui il protagonista aveva il compito di uccidere Fidel Castro, fallendo.

## Specialità
Ogni membro della famiglia reclutabile nella banda possiede fin dall'inizio una sua abilità:
- Demolizioni: l'esperto in esplosivi, può piazzare bombe con timer alle auto e far saltare muri o porte. È fondamentale per far saltare in aria il palazzo di una famiglia rivale;
- Piromane: può bruciare, fra le altre cose, banconi di locali e creare diversivi col fuoco;
- Scassinatore: è in grado di aprire le casseforti presenti in ogni attività e porte bloccate scassinabili;
- Ingegnere: l'esperto in elettronica, può aprire varchi in recinzioni invalicabili o tagliare i fili della corrente per agire indisturbati;
- Picchiatore: può eliminare furtivamente chiunque, è in grado di sfondare le porte a calci, rompere i telefoni nelle attività per impedire di chiamare i rinforzi nemici e sistemare testimoni scomodi;
- Medico: ogni banda dovrebbe avere un medico. Se gli altri componenti vengono feriti, è in grado di curarli. Se il protagonista esaurendo l'energia viene messo al tappeto e non ha medici in squadra, è game over.

Promuovendo gli scagnozzi all'interno della nostra banda, all'avanzare al grado successivo possono acquisire un'altra specialità; in tal modo un solo membro può arrivare a padroneggiare 3 specialità allo stesso tempo.
La nostra squadra ha 7 slot disponibili per reclutare membri, ma massimo 3 di questi contemporaneamente possono affiancare Dominic; gli altri possono essere inviati come Difensori quando una famiglia rivale tenta di sottrarci un'attività.

## Armi e bonus
Le armi de Il Padrino II si dividono in 5 categorie da fuoco e una da mischia. Nel corso del gioco, le armi aumenteranno di livello, più potenti, con caricatori maggiori e con caratteristiche aggiuntive.
Sono presenti dei bonus, i quali costituiscono un aiuto per porsi in netto vantaggio strategico e difensivo rispetto ai nemici. Essi possono essere conquistati prendendo il controllo di un negozio o un'azienda tramite il racket e a seconda del tipo di attività (locali, negozi, raffinerie ecc.) possono essere tirapugni, giubbotti antiproiettile o auto blindate. Una volta acquisiti dal protagonista, l'intera famiglia ne può usufruire.
Per usufruire di una nuova arma bisogna trovare un modello di essa nelle città in un luogo specifico, diverso per ogni arma. Appena trovata diventerà disponibile anche per gli altri membri della famiglia.

## Espansione
È stata pubblicata un'espansione che comprende nuove armi più potenti, due nuove mappe per il gioco online e una nuova e unica guardia avente tutte le abilità.